# Caroline Nichols Churchill
Caroline Nichols Churchill (Pickering, 23 de dezembro de 1833 – Colorado Springs, 14 de janeiro de 1926) foi uma escritora e editora de jornal nascida no Canadá e mais conhecida por ter sido a editora Queen Bee, dos Estados Unidos, uma publicação feminista proeminente durante o movimento do sufrágio feminino de Colorado. Como escritora e editora de viagens, Churchill pretendia promover a independência feminina no pós-Guerra Civil Ocidental, culminando em última análise no direito de voto no estado do Colorado. Suas publicações como Over the Purple Hills, Over the Evergreen Hills e Little Sheaves, detalharam o crescimento da Califórnia, bem como suas experiências no Texas, Missouri, Kansas, Território Indígena e depois Colorado. Em 1988, ela foi destaque no Hall da Fama das Mulheres do Colorado.

## Primeiros anos
Caroline (apelido, "Kate") Maria Nichols nasceu em 1833 em Pickering, Ontário, localizada a cerca de 40 milhas de Toronto. Não se sabe muito sobre sua família imediata além do fato de que seus pais eram americanos. Seu pai era um comerciante próspero que tinha quase 50 anos na época de seu nascimento. Sua escolaridade formal era muito limitada, variando de vários meses a um ano no máximo. Ela era principalmente uma aprendiz autodidata que passava os longos invernos lendo ou costurando e consertando para famílias na área próxima.

## Mudança para Minnesota (1857-1862)
No início da década de 1850, casou-se com um homem a quem se referia apenas como "Sr. Churchill". Em 1857, Churchill e sua jovem família se mudaram para Minnesota para o que ela chamou de os cinco anos mais longos de sua vida. Longe de St. Cloud, ela vivia uma vida pioneira isolada, experimentando ataques e guerras indígenas. Certa vez, enquanto dava aulas em uma escola rural, ela e outros se abrigaram de um ataque indiano. Durante os longos meses, ela se tornou uma ávida leitora da editora e correspondente de Washington, Jane Gray Swisshelm, a quem mais tarde creditou em The Queen Bee por abrir os olhos para "os erros em que as mulheres sofrem com o poder absoluto da classe dominante".
Mr. Churchill morreu em 1862, deixando-a com problemas de saúde com uma filha pequena. Em sua autobiografia de 1909, Active Footsteps, ela se refere a seus ataques de tosse e pulmões fracos; alguns comentaristas sobre sua vida entenderam que isso significava que ela tinha tuberculose, mas pode ter sido outra condição, como alergias. Ela acreditava, como muitos médicos na época, que "a vida ao ar livre era o único meio pelo qual até mesmo uma boa saúde poderia ser obtida", e ela e sua filha se mudaram para o oeste da Califórnia em busca de um clima mais ameno. Churchill certamente usou suas alergias para deixar um ambiente doméstico tradicional e rígido para levar uma vida fora dos meios tradicionais.

## Literatura de viagem (1869-1879)
Em 1869, Churchill deixou a filha com a irmã para buscar a profissão de literatura de viagem. Suas obras literárias deste período cobriram viagens no Texas, Missouri, Kansas, Território Indígena e, especialmente, na Califórnia. Para Churchill, essa profissão permitiu que ela fizesse uma contribuição cultural para um mundo literário predominantemente masculino.

### Livros publicados

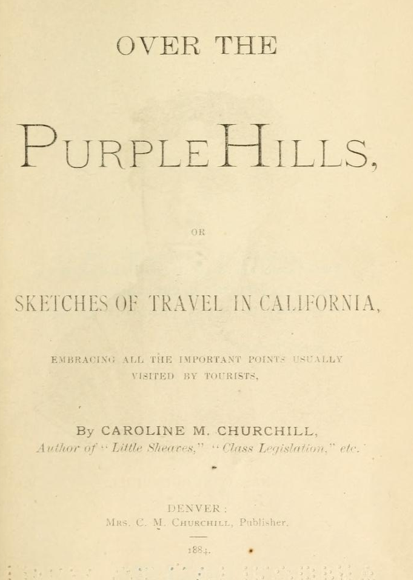
Página principal da coleção de ensaios de Churchill em 1884

Antes de seu trabalho como editora, Churchill era conhecida como literatura de viagens e ensaísta itinerante. Seus trabalhos publicados, Little Sheeves (1874) e Over the Purple Hills, or Sketches from Travel in California (1883) dão ilustrações de suas experiências de viagem como uma mulher desacompanhada no oeste pós-Guerra Civil.[carece de fontes?]
A publicação de Little Sheeves e Over the Purple Hills marcou o surgimento de Churchill como personagem pública e figura literária, área geralmente restrita às mulheres. Suas obras e opiniões ampliaram a opinião pública sobre as ideias sociais do que as mulheres de uma determinada classe social poderiam realizar. Como uma das primeiras viajantes do sexo feminino, ela foi pioneira e vocalizou as liberdades para as mulheres antes de seu trabalho de emancipação legal começar.
Seu último livro publicado foi sua autobiografia, Active Footsteps, que detalhou sua vida em Minnesota, suas viagens no Oeste e seu trabalho no Colorado. Não se sabe muito sobre sua vida pessoal, além do que é divulgado na Passo a Passo Ativo.

### Viagens no Oeste

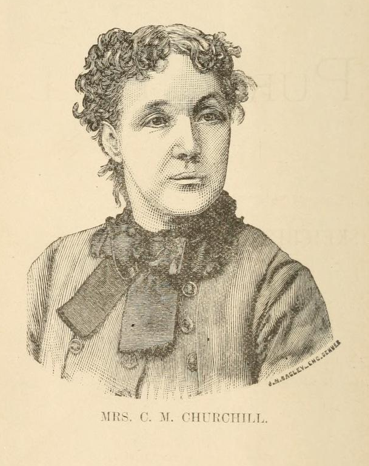
Esboço de Caroline Nichols Churchill em Over the Purple Hills

Durante seu tempo na Califórnia, as ideologias ligadas a igualdade de tratamento e sufrágio feminista de Churchill começaram a tomar um rumo político. Ela começou a entender a eficácia, bem como a importância, da ação política direta. Ela trabalhou para derrubar um projeto de lei de São Francisco de 1872 que punia as prostitutas, mas excluía quaisquer consequências para sua clientela masculina. Churchill escreveu e apresentou um contraprojeto que derrubou a página anterior da decisão. Ela se tornou bem conhecida na área, e foi oferecida uma posição permanente no The Pioneer pela editora Emily Pitts-Stevens, mas recusou o trabalho. Por meio de suas publicações e sua aplicação à política, Churchill percebeu que poderia promover reformas para as mulheres e levar outras mulheres à ação por meio de sua escrita.
Seus trabalhos incluíam ensaios, poemas e esboços gerais da área. Ela também sempre deu palestras sobre boas maneiras e moral, muitas vezes relacionadas aos direitos das mulheres como cidadãs. Em seus esboços da área, ela também repreendeu indústrias que não tratavam as mulheres de maneira justa. Em um pequeno ensaio, ela criou um conjunto de regras que regulam as pensões em resposta ao mau tratamento das mulheres que viajam sozinhas - em grande parte em resposta às injustiças sofridas pelas mulheres que viajam sozinhas, incluindo cobrar mais por um quarto ou dormir em um quarto infestado de percevejos.

### Empatia crescente
Suas viagens a expuseram ainda mais às vidas e condições de outras raças e grupos étnicos no Ocidente. Seu legado como escritora e editora não é apenas a busca do sufrágio feminino, mas também uma voz inicial de igualdade de tratamento para muitos grupos de imigrantes e minorias, incluindo chineses e nativos americanos, especificamente a tribo Ute. Enquanto viajava no Parque Nacional de Yosemite, ela testemunhou um guia branco batendo em um trabalhador chinês, a quem ela confrontou. Enquanto muitos ocidentais tinham opiniões negativas sobre os imigrantes chineses, Churchill continuou sendo uma defensora de seus direitos em suas publicações ao longo de sua vida. Suas palavras refletiam a crença de que todos os povos deveriam ter oportunidades iguais de levar uma vida livre de danos corporais e repressão.

## The Queen Beee os jornais das mulheres

### Criação doColorado Antelopeem Colorado
Churchill decidiu, depois de anos de viagem, que ficaria permanentemente na Califórnia. No entanto, viajando de volta de Chicago em 1879 para organizar a publicação de Purple Hills, ela parou para descansar em Denver e decidiu que o Colorado era o lugar para ela morar. Em Denver, ela encontrou uma população – tanto masculina quanto feminina – que mostrava interesse em ideias progressistas sobre questões femininas, o que a levou a iniciar seu jornal no mesmo ano. Ela usou a assinatura "CM Churchill" para todos os seus artigos neste jornal.

Abençoe seu coração, meu caro senhor, você não sabe que tudo isso sobre a vida da mulher é uma bobagem total... A vida de uma mulher é buscar todo os lugares e coisas boas da vida, evitando de mal a pior. A vida de um homem não é mais, e nem menos.

—Caroline Churchill, Colorado Antelope,  dezembro de 1879
Ela batizou seu jornal de Colorado Antelope, que deveria imitar os avanços do movimento em direção ao sufrágio feminino nos Estados Unidos, descrevendo um pequeno animal difícil de pegar. O lema do jornal, "Vamos raciocinar juntos", mostrava as atitudes de Churchill sobre os direitos das mulheres no século XIX e expressava sua dedicação aos "interesses da humanidade, à igualdade política da mulher e individualmente".
O jornal foi - como declarado por Churchill - um sucesso instantâneo, depois de vender 2 500 exemplares nos primeiros três meses e, assim, conseguiu reduzir o preço da assinatura de um dólar e cinquenta centavos para um dólar por ano.

### The Queen Bee
Em 1882, Churchill mudou o título de seu jornal para o apelido de The Queen Bee, um nome que a representava tanto quanto sua publicação, como editora e voz majoritária do jornal. O jornal havia crescido em circulação e Churchill conseguiu aumentar as publicações de edições mensais para semanais.
Cada jornal consistia em muitos dos mesmos tipos de escrita apresentados em sua literatura de viagem e também incluía histórias relacionadas a mulheres de outros jornais. Churchill usou consistentemente sua plataforma para editorializar sua experiência como viajante e, especificamente, como jornalista; ela acreditava que a maioria das publicações era específica para as necessidades e direitos dos homens, não das mulheres.
A popularidade de seu jornal a impediu de escrever mais livros, embora Churchill ainda viajasse extensivamente pela área do Colorado para promover seu jornal, buscar anunciantes e até mesmo entregar jornais em cantos remotos do estado.
Embora extremamente popular entre os círculos sufragistas e liberais, Churchill foi recebida com críticas mistas de muitas outras agências jornalísticas no Oeste. Ela não se esquivou de desafiar muitos editores homens e suas posições políticas de jornais de todo o oeste americano. Esses desafios variavam de relatórios mordazes a adversários bem-humorados, como Dave Day, do Solid Muldroon, com quem mantinha uma correspondência amigável e satírica. No entanto, a Colorado Press Association a partir de 1881 recusou-se a contratar Churchill como editora de distinção. Embora inicialmente confiante de que ela iria se candidatar novamente, sua autobiografia anos depois observou que ela se recusou a ter qualquer coisa a ver com eles depois.

## Atividades como sufragista

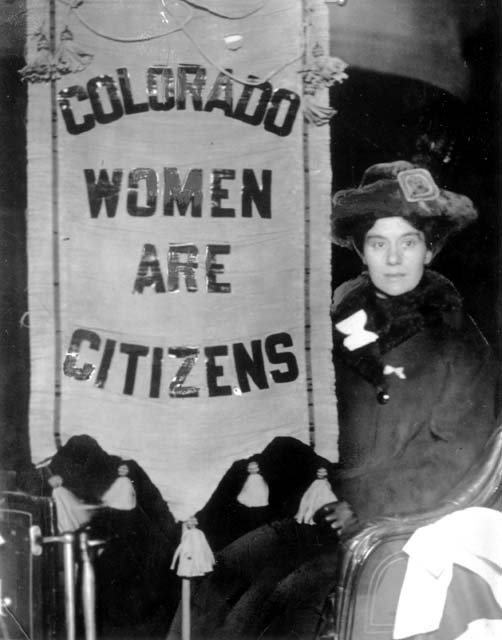
Mulheres de Colorado lutando pela igualdade de gênero no estado

O final do século XIX em Colorado foi palco de uma série de forças que acabaram levando ao sufrágio - incluindo a União das Mulheres Cristãs pela Temperança, o partido político populista Farmer's Alliance, a fusão da NWSA e AWSAA na NAWSA. No entanto, o que mais influenciou em relação a Churchill foi o fato de que, em 1890, no estado de Colorado, a maioria das mulheres se reunia nas cidades e podia conhecer e discutir os tópicos incendiários que ela frequentemente discutia em The Queen Bee. A política social-democrata no ocidente estava focada no sufrágio, movimento de temperança e populismo - como a Farmer's Alliance - em que Churchill consistentemente desafiou, questionou e às vezes afirmou.

Churchill e suas publicações que exigiam sufrágio pela igualdade de gênero eram semelhantes, mas muito mais críticos do que a maioria dos sentimentos expressos por muitos dos movimentos das mulheres de Colorado na época. Muitos desses movimentos, que buscavam o sufrágio, praticavam uma "ideologia doméstica" ou sustentavam que havia esferas separadas de influência e importância para homens e mulheres. Esses movimentos reconheceram as falhas do primeiro referendo de sufrágio em 1887 - quando a Constituição do Colorado foi escrita pela primeira vez e o direito de voto às mulheres foi negado - e procuraram alinhar sua política com o corpo eleitoral dos homens - mantendo praticamente qualquer sentimento racial individual em relação ao grande número das populações étnicas do estado.

Um homem me disse há pouco tempo: "Você não deve defender o homem chinês, se quiser ajuda aqui". Eu disse: "Irmão, eu deveria ser uma cidadã americana se não fosse mulher e escrava das calças do país, mas sou parcialmente livre, e lutando por minha liberdade, e tomarei a liberdade de defender quem e o que eu quiser, e sua alteza real será obrigada a defendê-la, e sem conversa fiada"

—Caroline Churchill, The Queen Bee,  outubro de 1892
 Churchill estava disposta não apenas a questionar o subtexto racial subjacente ao movimento sufragista feminino, mas também a questionar, desafiar e aplaudir constantemente as ações dos homens no estado do Colorado. Embora ela não tenha desafiado o direito de sufrágio de nenhum indivíduo, Churchill criticou muitos grupos raciais – muitas vezes visando as ações dos homens. Embora simpatizasse com as dificuldades de muitas populações imigrantes – principalmente os chineses – ela rotineiramente desafiava os homens anglo-americanos por sua bebida e violência, bem como seu envolvimento contra a emancipação feminina. Embora seu apoio às populações imigrantes tenha sido inovador, muitos grupos de sufrágio feminino acharam que ela era muito sincera e que criticar diferentes grupos masculinos prejudicava as chances gerais de sufrágio estadual. Seu relacionamento com a União de Temperança Cristã das Mulheres de Colorado, considerado uma força importante por trás do sufrágio, era difícil porque Churchill desconfiava das mulheres que trabalhavam em nome da Igreja dominada pelos homens. Essa desconfiança na igreja levou a muitos artigos mais críticos em relação à igreja, incluindo suas opiniões duramente antipáticas em relação aos imigrantes mexicanos, aos quais ela culpou uma influência católica negativa.

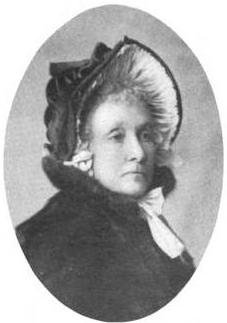
Caroline Churchill (1909)

Ao longo de todo o movimento sufragista, que levou ao referendo do sufrágio feminino de 1893 no Colorado, Churchill continuou a falar o que pensava, mesmo que fosse contra as práticas gerais de muitas mulheres que faziam campanha pelo voto - ela insistiu que não "agradaria" à grande maioria. Embora ela tenha permanecido de fora do movimento, ela continuou a vocalizar seus pensamentos e, muitas vezes, apoiar os imigrantes que eram continuamente maltratados ou abusados.

## Últimos anos de vida
O auge de Churchill foi mais notável até a emenda do sufrágio de Colorado em 1893. Depois que as mulheres ganharam o direito de votar, as assinaturas de The Queen Bee diminuíram. Churchill deixou de ser uma presença pública ou persona, e o último de seus esforços conhecidos são apelos por mais leitores em 1895, quando ela anunciou um breve hiato da publicação. The Queen Bee não imprimiu outra edição.
Apesar de ter sido uma pessoa pública durante suas publicações, pouco se sabe sobre a vida pessoal de Churchill em Colorado ou em outros lugares. Os historiadores não estão claros sobre muitos fatos os últimos anos de sua vida. No entanto, de acordo com Find a Grave, ela morreu em Colorado Springs, cidade de Colorado, em 14 de janeiro de 1926, e está enterrada no Cemitério Evergreen. Atualmente, Churchill é celebrada pelos historiadores ocidentais como uma figura-chave no movimento sufragista ocidental e uma pioneira como jornalista feminina.